# Can Açıkgöz
Can Açıkgöz (* 2000) ist ein deutsch-türkischer Hörbuchsprecher. Açıkgöz lebt in Hamburg-Wilhelmsburg.

## Werdegang
Im Alter von zwölf Jahren gewann er den Bezirksentscheid Hamburg-Süd des Lesewettbewerbs des deutschen Buchhandels für Sechstklässler.
Wenige Monate danach las er für Jumbo Neue Medien & Verlag den Kirsten-Boie-Friedhofskrimi Der Junge, der Gedanken lesen konnte auf 4 CDs als Hörbuch ein.
Für seine Lesung erhielt Açıkgöz positive Rezensionen in verschiedenen Medien. Laut dem Literaturmagazin Bücher liest Açıkgöz „ungemein launig, findet aber auch bei den hintergründigen Passagen den richtigen Ton“. Die Zeitung Die Welt betont seinen „stimmlichen Facettenreichtum“. Die Lesung gelangte im September 2012 auf die hr2-Hörbuchbestenliste, wo Açıkgöz’ Lesung als „eindrucksvoll“ gelobt wurde.